# Mariama Hima
Mariama Hima Yankori (* 20. Februar 1951 in Niamey) ist eine nigrische Anthropologin, Filmregisseurin, Diplomatin und Politikerin.

## Leben
Mariama Hima ist eine Kusine des Filmschauspielers Damouré Zika. Sie besuchte in ihrer Jugend den Filmklub des Centre Culturel Franco-Nigérien in Niamey und lernte die Regisseure Jean Rouch und Serge Moati kennen. Anfang der 1970er Jahre machte Hima in Niamey ihr Baccalauréat. Danach arbeitete sie für einige Monate ehrenamtlich im Nigrischen Nationalmuseum und entschloss sich zu einer Ausbildung als Museologin, die ihr Jean Rouch ermöglichte. Sie übersiedelte 1973 nach Frankreich und studierte an der École du Louvre Museologie, Soziologie und Anthropologie sowie parallel an der École des Hautes Études en Sciences Sociales Ethnolinguistik. Nach ihrer Maîtrise kehrte Hima zunächst nach Niger zurück. Dort drehte sie in den 1980er Jahren als Regisseurin eine Reihe von ethnographischen Kurzfilmen, die auf Filmfestivals gezeigt wurden. In einer von der staatlichen Rundfunkanstalt ORTN produzierten Trilogie zeigte sie Handwerker in Niamey, die aus Abfall Produkte herstellen. Als Mariama Hima ihren Film Falaw 1985 bei den Filmfestspielen von Venedig zeigte, traf sie dort auf Jean Rouch und Damouré Zika. Rouch improvisierte vor Ort mit Hima und Zika den Film Cousin, cousine, den sie zwei Jahre später in Niamey gemeinsam fertigstellten. Hima setzte ihre Studien in Frankreich fort. Sie machte ein Diplôme d’études approfondies in Visueller Anthropologie und ein Doktorat in Anthropologie.
Hima kehrte 1989 nach Niger zurück, wo sie im Nigrischen Nationalmuseum arbeitete. Im darauffolgenden Jahr übernahm sie zusätzlich in der staatlichen Verwaltung das Amt der nationalen Direktorin für Kultur. In dieser Funktion organisierte sie die 20-Jahr-Feier der Frankophonie und war mitverantwortlich für die erfolgreiche Kandidatur Nigers um die Abhaltung der 5. Spiele der Frankophonie im Jahr 2005. Von 1992 bis 1996 war sie Direktorin des Nigrischen Nationalmuseums. Der durch einen Militärputsch an die Macht gekommene Staatschef Ibrahim Baré Maïnassara berief Hima überraschend in die Übergangsregierung. Dort war sie ab 1. Februar 1996 Staatssekretärin für soziale Angelegenheiten und Bevölkerung, zuständig für die Förderung von Frauen und Kindern. Sie bemühte sich mit Erfolg um eine Aufwertung ihrer Agenden und wurde am 16. April 1996 Ministerin für soziale Entwicklung, Bevölkerung und Förderung von Frauen und Kindern. Diese Funktion übte sie bis 23. August 1996 aus, nachdem sie Baré Maïnassara zur Botschafterin Nigers in Frankreich ernannt hatte. Mariama Hima war die erste Frau in diesem Amt. Sie hatte die schwierige Aufgabe, ein durch einen Militärputsch an die Macht gekommenes Regime zu vertreten. Nach dem gewaltsamen Tod Baré Maïnassaras 1999 und der Rückkehr zu demokratischen Verhältnissen blieb sie Botschafterin in Paris, bis sie 2003 abberufen wurde. Im Ruhestand vom Staatsdienst ist sie als Beraterin für Nichtregierungsorganisationen tätig.

## Filmografie
- 1984: Baabu Banza (Rien ne se jette)
- 1985: Falaw (L’aluminium)
- 1986: Toukou (Le tonneau)
- 1987: Katako (Les planches)
- 1994: Hadiza et Kalia[8]

## Schriften
- Rôle de la grand-mère dans la société zarma-songhoy: éducation à travers le conte. Mémoire diplôme. EHESS, Paris 1978.
- Étude filmique de l'artisanat de recupération au Niger. Thèse de doctorat. Université Paris 10, Paris 1989.
- L’éducation à travers le conte. In: Marie-Clotilde Jacquey (Hrsg.): Littérature nigérienne (= Notre librairie. Nr. 107). CLEF, Paris 1991, S. 38–40.
- Sagesse africain. La Table ronde, Paris 1998, ISBN 978-2-7103-0835-5.

## Auszeichnungen und Ehrungen
- Ritterkreuz und Großkomtur des französischen Ordre national du Mérite
- Komtur des französischen Ordre des Palmes Académiques[2]
- Prix des Trois mondes, Cinéma du Réel 1985 (für den Film Baabu Banza)[9]